# Halictus tetrazonianellus
{{Bảng phân loại
| name = Halictus tetrazonianellus
| image =
| image caption =
| regnum = Animalia 
| phylum = Arthropoda 
| classis = Insecta 
| ordo = Hymenoptera
| familia = Halictidae
| subfamilia = Halictinae
| tribus = Halictini
| genus = Halictus
| species = H. tetrazonianellus
| binomial = Halictus tetrazonianellus
| binomial_authority = Strand, 1909
| species = H. tetrazonianellus là một loài Hymenoptera trong họ Halictidae. Loài này được Strand mô tả khoa học năm 1909.